# Denkmalgeschützte Objekte im Bezirk Murau
Im Bezirk Murau bestehen 331 denkmalgeschützte Objekte. Die unten angeführte Liste führt zu den Gemeindelisten und gibt die Anzahl der Objekte an.
| Gemeindeliste                | Objektanzahl |
| ---------------------------- | ------------ |
| Krakau                       | 14           |
| Mühlen                       | 18           |
| Murau                        | 58           |
| Neumarkt in der Steiermark   | 69           |
| Niederwölz                   | 6            |
| Oberwölz                     | 40           |
| Ranten                       | 13           |
| Sankt Georgen am Kreischberg | 17           |
| Sankt Lambrecht              | 25           |
| St. Peter am Kammersberg     | 9            |
| Scheifling                   | 12           |
| Schöder                      | 10           |
| Stadl-Predlitz               | 18           |
| Teufenbach-Katsch            | 22           |